# Rastow
Rastow is een gemeente in de Duitse deelstaat Mecklenburg-Voor-Pommeren, en maakt deel uit van de Landkreis Ludwigslust-Parchim.
Rastow telt 1.946 inwoners.

## Plaatsen in de gemeente
Fahrbinde, Kraak, Kulow, Pulverhof, Rastow.